# Oleksa Hirnyk

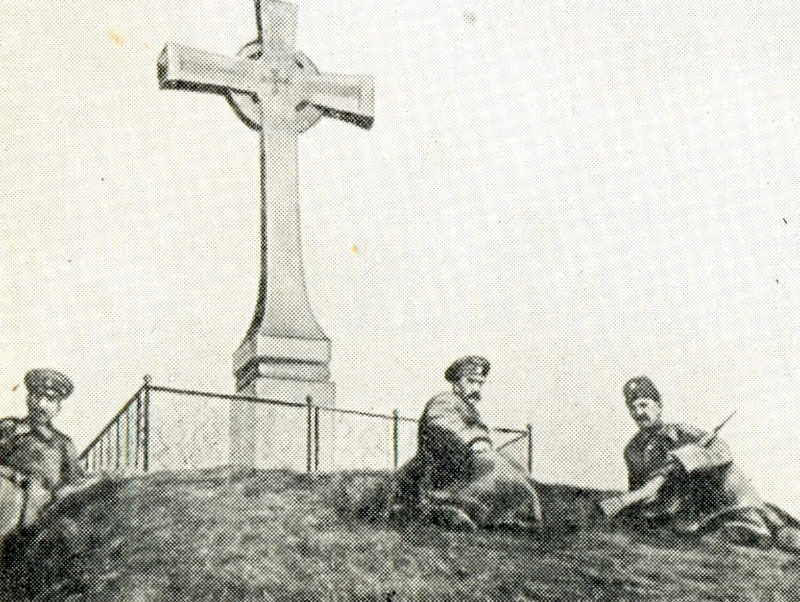
Četníci poblíž hrobu Tarase Ševčenka. (Kaniv, 1914)

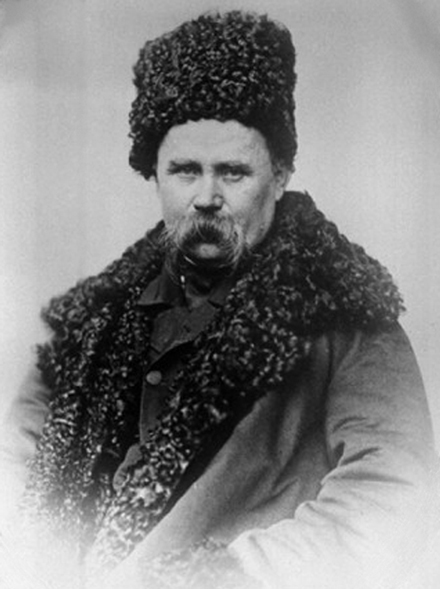
Taras Ševčenko (duben 1859)

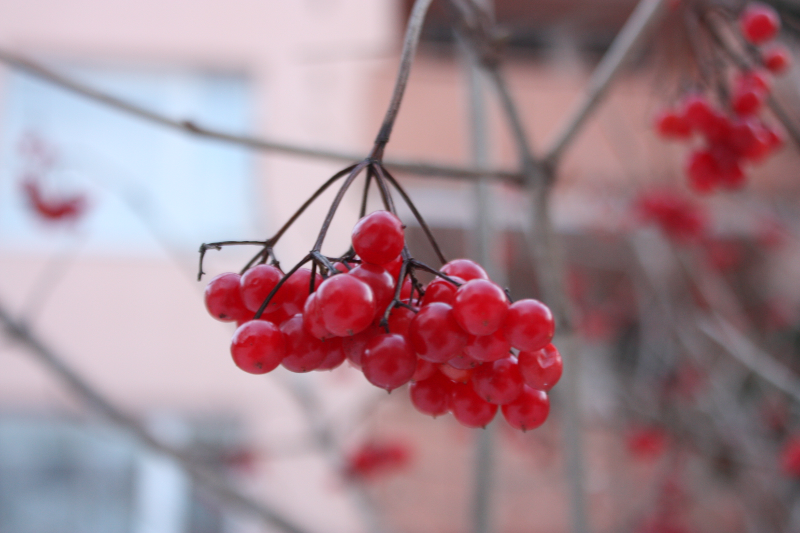
Trs rudých plodů kaliny obecné

Oleksa Hirnyk (Олекса Миколайович Гірник, transkripce: Oleksa Mykolajovyč Hirnyk; Oleksa Mykolajovych Hirnyk) (28. března 1912, Bohorodčany – 21. ledna 1978, Kaniv) byl sovětský aktivista a ukrajinský disident, profesí inženýr, který se upálil na protest proti utlačování ukrajinského jazyka, kultury a historie ze strany Sovětského svazu. Jeho čin byl rychle zamaskován sovětskými úřady a po celá desetiletí zůstal veřejnosti neznámý.

## Život
Oleksa Hirnyk se narodil 28. března 1912 ve městě Bohorodchany.  Pocházel z rodu Bojků s dlouhou tradicí zachovávání ukrajinské kultury a dědictví. Jeho dědeček byl zakladatelem společnosti Prosvita v Bohorodchanech. Tato společnost propagovala ukrajinskou kulturu a ukrajinský jazyk. Po ukončení středoškolského studia chtěli rodiče Oleksa Hirnyka, aby nastoupil do semináře a stal se knězem. Místo toho ale vstoupil do polovojenské organizace „Sokil“. Do polské armády byl odveden v době, kdy se připravoval na studium filozofie na univerzitě ve Lvově. Během služby v polské armádě protestoval proti špatnému zacházení s ukrajinskými vojáky, kterého se dopouštěli jejich polští velitelé (důstojníci). Byl odsouzen k pěti letům vězení za odpor proti polské vládě a za prosazování myšlenek o nezávislosti Ukrajiny. Z vězení ve Lvově se Hirnykovi podařilo uprchnout v roce 1939, kdy Sověti převzali kontrolu nad Ukrajinou. V témže roce (1939) trvale propagoval ukrajinský jazyk a kulturu a neskrýval své touhy po nezávislé Ukrajině jako státním útvaru. Byl zatčen a znovu odsouzen, tentokrát na osm let, které strávil ve vězeňské kolonii na Urale. V roce 1948 byl propuštěn, vrátil se na Ukrajinu, oženil se s Carolynou Petrash (Karolínou Petraš) a vystřídal různá zaměstnání. Brzy si ale uvědomil, v jak špatném stavu se nachází ukrajinský jazyk v zemi a zároveň byl svědkem toho, že vlivem sovětské politiky rusifikace se ukrajinským jazykem již nehovoří a to zejména ve východních a středních oblastech země. Ve svém domě začal vyrábět ručně psané letáky (doplněné citacemi Tarase Ševčenka) – celkem 1 000 kopií v 8 různých verzích.

## Protest
V noci z 21. ledna 1978 na 22. leden 1978, v předvečer šedesátého výročí ukrajinské deklarace nezávislosti, kterou vyhlásil revoluční parlament - Centrální rada (Українська Центральна Рада) se Oleksa Hirnyk polil čtyřmi litry benzínu a upálil se na kopci Černeča (Taras Hill) v Kanivu nedaleko hrobky Tarase Ševčenka. Ještě před tím napsal téměř tisíc letáků obsahujících citace Tarase Ševčenka, protesty proti rusifikaci Ukrajiny jakož i výzvy k ukrajinské nezávislosti a tyto letáky nechal rozptýleny po kopci. KGB a místní policie rychle posbíraly asi 950 z nich, ale několik letáků si ukryli místní obyvatelé a dokonce i někteří policisté. Muž, který objevil tělo, byl zatčen a ihned přinucen k mlčenlivosti. Hirnykově manželce bylo zpočátku řečeno, že její manžel zemřel při dopravní nehodě. Později byla nucena podepsat písemné prohlášení, kterým se zavázala, že nikomu neřekne podrobnosti týkající se manželovy smrti. V době úmrtí Oleksa Hirnyka bylo jeho synovi 23 let.

## Připomínky
Na rozdíl od českého studenta Jana Palacha, který se na protest proti sovětské okupaci Československa také upálil, nebyla oběť Oleksa Hirnyka všeobecně známa. Na výročí jeho smrti po celá léta neznámí lidé přinášeli na místo jeho skonu jako poctu trsy rudých plodů kaliny obecné. Teprve po vyhlášení nezávislosti Ukrajiny (24. srpna 1991) se začal příběh Oleksy Hirnyka vynořovat z archivů a svědectví pamětníků. V roce 1993 byla po něm v ukrajinském městě Kaluši pojmenována ulice a na jeho dům byla umístěna pamětní deska. V roce 1999 byl založen charitativní fond Hirnyk věnovaný propagaci dětské literatury v ukrajinském jazyce. V roce 2000 byl na místě jeho smrti vysazen keř kaliny obecné. Usnesením prezidenta Ukrajiny ze dne 18. ledna 2007 byl Oleksu Hirnykovi posmrtně udělen titul Hrdina Ukrajiny a stal se držitelem Řádu státu.

## Cena Olexy Hirnyka
Roku 2003 založila Kyjevská nadace Olexy Hirnyka spolu s Ligou ukrajinských filantropů Cenu Olexy Hirnyka. Cena se uděluje „za velký přínos k ukrajinskému národnímu obrození a za významné zásluhy o národní a vlasteneckou výchovu dětí a mládeže, za vštěpování vlasteneckého vztahu k ukrajinskému jazyku“.